# Intuicja (album)
Intuicja – pierwszy solowy album Lidii Kopani (drugi w jej karierze), wydany 27 października 2006. Na płytę trafiło, aż 16 popwych utworów (głównie w języku angielskim), w tym 4 piosenki w języku polskim, których autorem jest m.in. Jacek Cygan. Z płyty tej pochodzi też piosenka It Must Be Love, która ubiegała się o reprezentowanie Polski w Konkursie Piosenki Eurowizji 2007. It Must Be Love znalazło się na pierwszej pozycji utworów rezerwowych w koncercie preselekcyjnym Piosenka dla Europy 2007. Większość utworów skomponował Bernd Klimpel (członek niemieckiego zespołu Kind Of Blue) oraz sama Lidia.
W 2006 roku piosenka Sleep, która promowała płytę, zwyciężyła Festiwal Top Trendy 2006, dokładniej część "Trendy". Na płytę trafił także cover piosenki The Winner Takes It All z repertuaru szwedzkiego zespołu ABBA.

## Lista utworów
1. Under Control
2. Sleep
3. Hold On
4. Like A Feeling
5. It Must Be Love
6. Intuition
7. Just A Show
8. The Winner Takes It All
9. I Keep On Walking
10. Love is waiting
11. Life

- Utwory bonusowe:

1. Twe milczenie nie jest złotem
2. Magia (polska wersja piosenki It Must Be Love)
3. Zawsze jest czas (polska wersja piosenki Sometimes)
4. Obrączki (polska wersja piosenki Life)